# Heiligengeistfeld

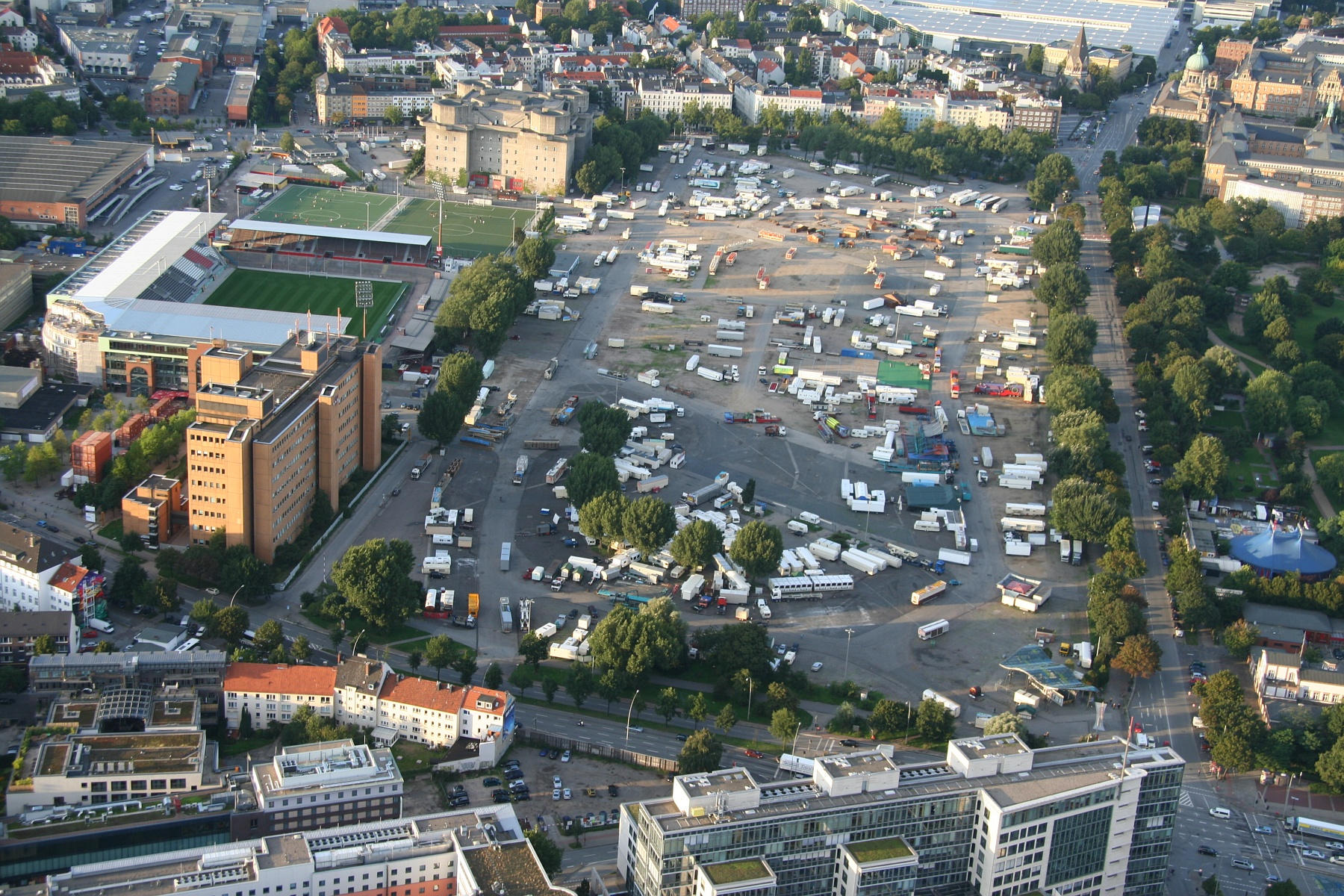
Das Heiligengeistfeld im Jahr 2010 nach dem Sommerdom: oben der Hochbunker Feldstraße, in der Mitte links das Millerntor-Stadion des FC St. Pauli, unterhalb davon der vormalige Feuerleitbunker und nachmalige Telekom-Vermittlungsstelle. Neben der Glacischaussee am rechten Bildrand ist ein Teil der Hamburger Wallanlagen und am oberen Rand rechts ein Teil der Messehallen zu sehen.

Das Heiligengeistfeld ist ein Gebiet im Hamburger Stadtteil St. Pauli. Im meist verwendeten engeren Sinn bezeichnet der Name ein gut 20 Hektar großes Veranstaltungsgelände, auf dem vor allem der Hamburger Dom stattfindet. In einem weiteren Sinn werden auch nordwestlich daran angrenzende Gebiete bis zum Neuen Pferdemarkt dazugerechnet; die Gesamtgröße beträgt etwa 50 Hektar.

## Geschichte

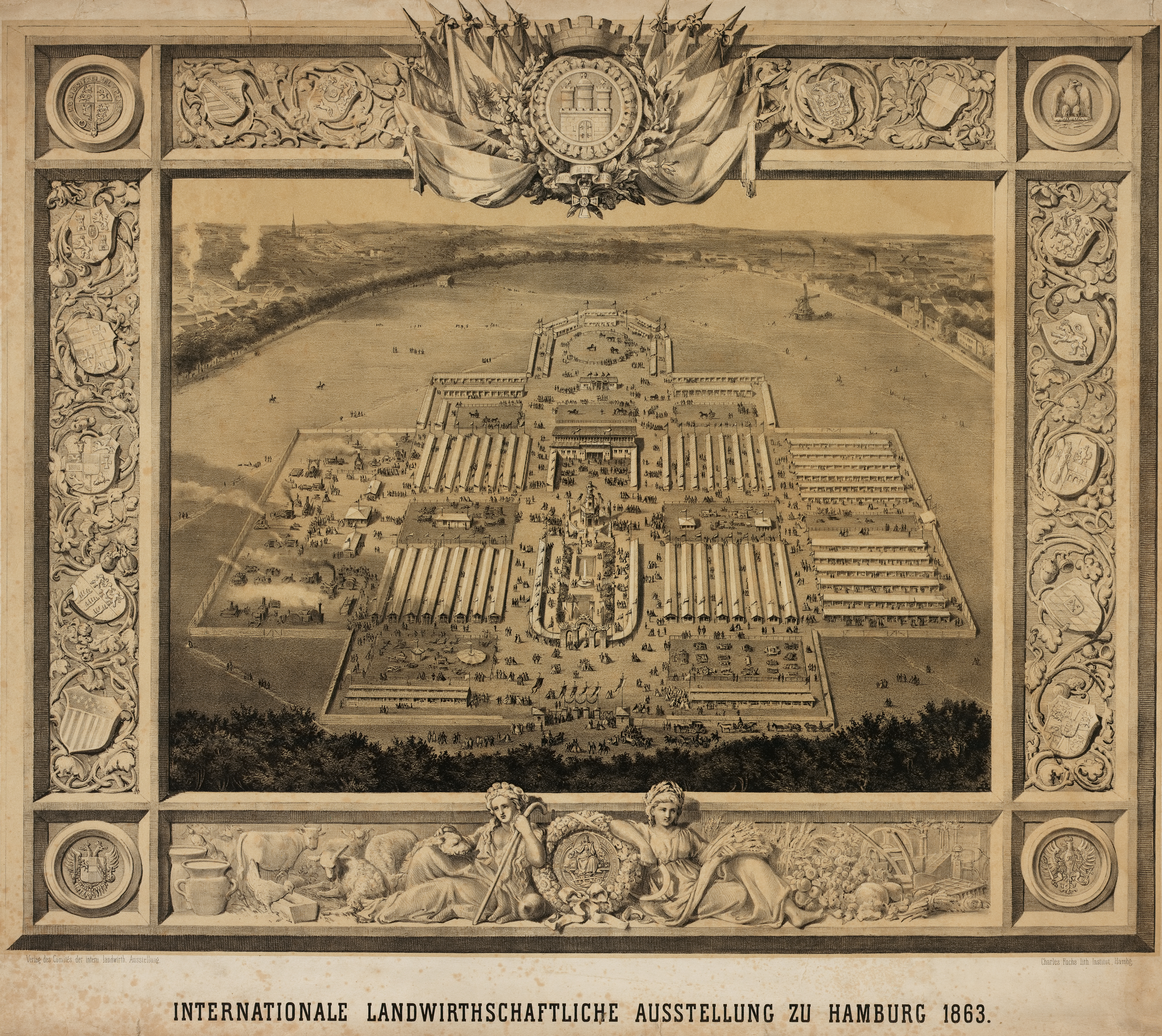
Internationale
Landwirtschaftsausstellung 1863

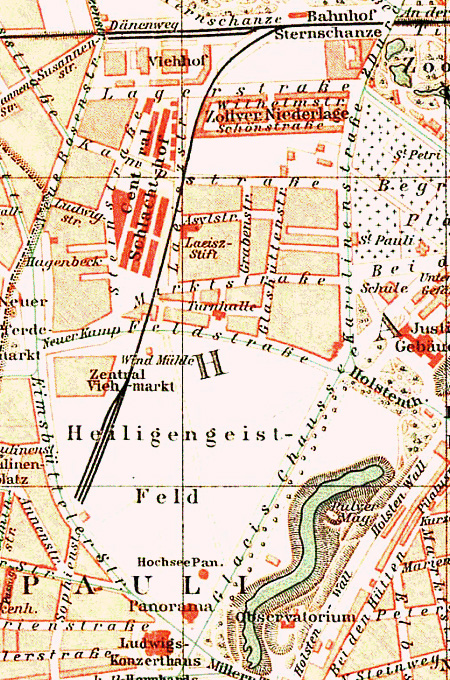
Karte: Heiligengeistfeld um 1890

Karte: Heiligengeistfeld um 2005

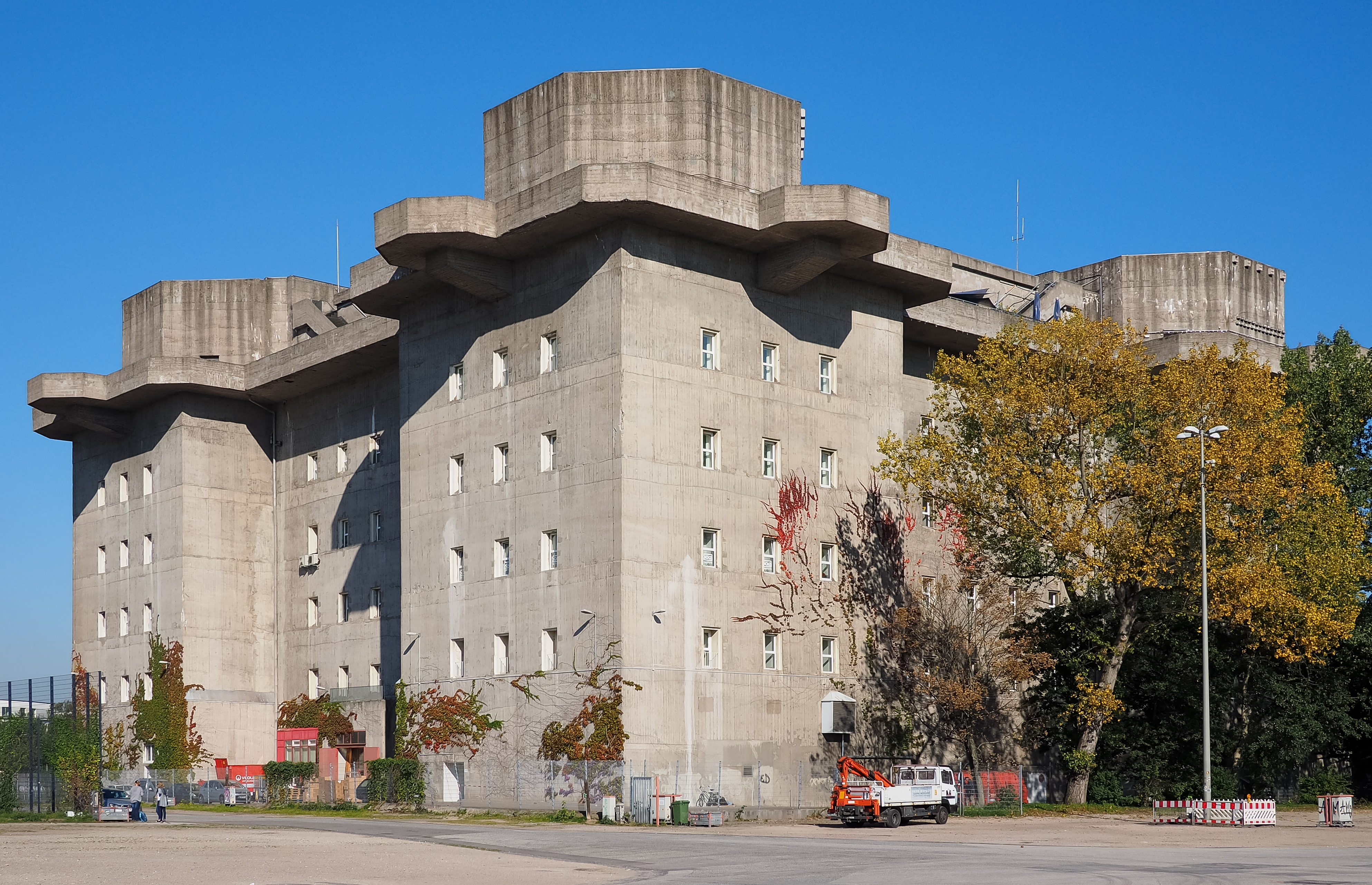
Flakturm auf dem Heiligengeistfeld

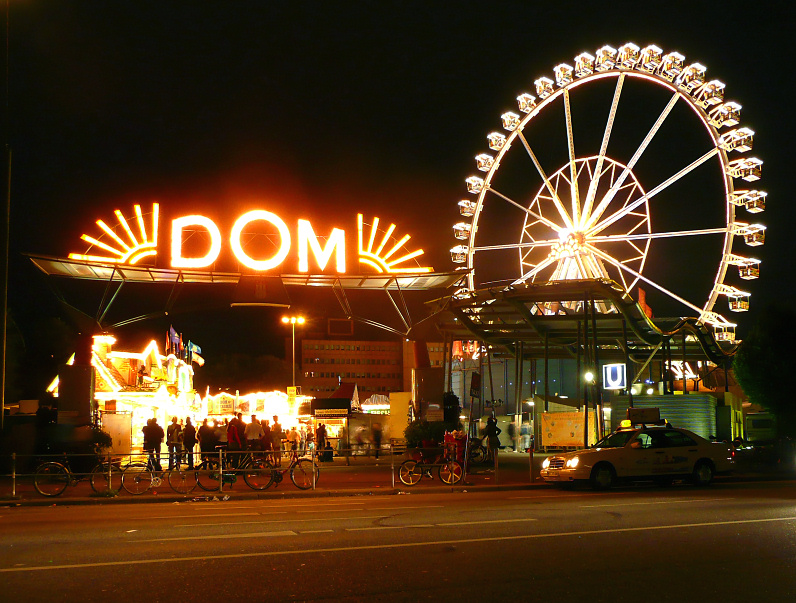
Eingang zum Hamburger Dom

Das Heiligengeistfeld hat seinen Namen vom „Hospital zum Heiligen Geist“, einem Klosterkrankenhaus in Hamburg, zu dessen Ländereien das Gebiet (damals Weideland) gehörte. Die älteste bekannte Erwähnung des Namens „Heiligengeistfeld“ stammt von 1497. Zu dieser Zeit reichte das Gebiet bis in die heutige Neustadt, etwa bis zur Straße Kohlhöfen. Das Hospital selber ist jedoch vermutlich älter:

„Zur Unterscheidung nun von dem etliche Jahrhunderte früher zu ähnlichen Zwecken gestifteten Hospital zum heiligen Geiste nannte man im Volke dieses auch wohl ‚den grooten‘ und das [1428 erbaute] Ilsabe’n-Haus ‚den lütten hilligen Geest‘.“

Mit dem Bau der Stadtbefestigungen in den Jahren 1616 bis 1625 ging der östliche Teil dieses Gebiets verloren. Dafür wurde das Hospital mit Gebieten in Hamm und Horn entschädigt. Der verbliebene Rest – das heutige Heiligengeistfeld – wurde unter anderem als Glacis und Exerzierfeld genutzt.
Ab dem Ende des 19. Jahrhunderts wurde das Gebiet zunehmend auch für Amüsierzwecke verwendet, unter anderem für Panoramen, eine Kunsteisbahn und ab 1893 für den Dom. Die historische Getreidemühle wurde zwischen Frühjahr und Ende August 1939 abgetragen.

## Lage
Das Heiligengeistfeld im umfangreicheren Sinn ist das Gebiet innerhalb des Straßendreiecks Budapester Straße – Neuer Kamp/Feldstraße – Glacischaussee. Es wird im Osten von den Großen Wallanlagen begrenzt, im Westen von den Wohngebieten von St. Pauli und im Norden vom Schanzenviertel und Karolinenviertel. Gegenüber der Nordwestecke befindet sich der Neue Pferdemarkt, an der Südecke das Millerntor.

## Bebauung
Der östliche Teil des Geländes ist unbebaut und dient als Veranstaltungsgelände.
Für die Flakartillerie der Luftwaffe wurden 1942 auf der westlichen Seite zwei Flaktürme gebaut; ein größerer Hochbunker (Gefechts- bzw. G-Turm) an der Feldstraße und südlich davon der kleinere Leitturm (L-Turm) an der Eimsbütteler Straße. Diese trug ab 1946 den Namen Ernst-Thälmann-Straße, bis sie nach dem Ungarischen Volksaufstand 1956 in Budapester Straße umbenannt wurde.
Der G-Turm war mit vier schweren 12,8-cm-Zwillingsflak bestückt; der L-Turm beherbergte die dazugehörigen Feuerleit- und Radargeräte („Würzburg-Riese“). Nach dem Zweiten Weltkrieg wurden die militärischen Installationen samt Geschützen entfernt und der ehemalige Gefechtsturm von zivilen Mietern genutzt, weil im zerstörten Hamburg großer Wohnraummangel herrschte. Der Hochbunker Feldstraße blieb erhalten und wird nach intensiver Sanierung heute vor allem von Unternehmen der Medien- und Veranstaltungsbranche genutzt. Zwischen 2019 und 2023 erhielt er einen fünfstöckigen Aufbau, dem grünen Bunker, in ihm wurde 2024 die Georg Elser Halle eröffnet.
Vom ehemaligen Leitbunker aus strahlte nach dem Krieg der Nordwestdeutsche Rundfunk ab 1950 seine ersten Fernseh-Testsendungen aus. Am 25. Dezember 1952 begann der tägliche Sendebetrieb aus dem Fernsehstudio Heiligengeistfeld und endete 1953, als in Lokstedt die neu errichteten Studios am Gazellenkamp eröffnet wurden. Der „Fernsehbunker“ wurde 1973/74 bis auf Teile des Fundaments vollständig abgerissen, um Platz für eine Vermittlungsstelle der Bundespost zu machen.
Beim Stand von 2017 befindet sich an der Adresse Budapester Straße 18 nach mehrfachen Um- und teilweisen Neubauten ein 8-stöckiges Bauwerk, das von der Deutschen Telekom genutzt wird.
Entlang der im Westen verlaufenden Budapester Straße befinden sich das Hallenbad St. Pauli der Bäderland Hamburg GmbH, das Millerntor-Stadion des FC St. Pauli mit mehreren zugehörigen Sportplätzen und Gebäuden, eine Handelsschule und an der Nordwest-Ecke die 1950/51 errichtete, über einen Hektar große frühere Zentralviehmarkthalle vormals des Hamburger Schlachthofes.
Zwischen dieser Halle und dem Hochbunker befinden sich noch eine Tankstelle, ein Recyclinghof und der U-Bahnhof Feldstraße der Linie U3. Von letzterer führt ein Tunnel unter dem Heiligengeistfeld hindurch zum südlich gelegenen U-Bahnhof St. Pauli.
Eisenbahngleise vom Bahnhof Hamburg Sternschanze über den Schlachthof bis zur Budapester Straße erlaubten bis in die 1980er Jahre die Anreise von Jahrmarkts-Schaustellern und Zirkus-Unternehmen mit ihrem Gerät per Bahn.

## Ereignisse

### 19. Jahrhundert
- 1863 fand auf dem Heiligengeistfeld die Internationale Landwirtschaftsausstellung statt. Es handelte sich um eine der ersten Ausstellungen, bei denen statt der zuvor üblichen Zelte von dem Architekten Martin Haller feste Bauten errichtet wurden.
- 1884: Der Hamburger Schlittschuh-Club von 1881 und der Schlittschuhläuferverein von Hamburg-Altona 1876 schreiben gemeinsam den ersten internationalen Wettbewerb für Eisschnelllauf und Eiskunstlauf auf dem Heiligengeistfeld aus. Trotz der hohen Eintrittspreise sollen zehntausende Zuschauer die Veranstaltung besucht haben.
- 1885, 18. Januar: Das erste mit Ergebnissen überlieferte Eisschnelllauf-Rennen in Deutschland wird durchgeführt.
- 1887, 17./18. Februar: Erste (inoffizielle) deutsche Meisterschaft im Eisschnelllauf auf dem Heiligengeistfeld.

### 20. Jahrhundert
- Das Veranstaltungsgelände wird dreimal im Jahr jeweils vier Wochen lang für den Hamburger Dom genutzt. Außerhalb dieser festen Termine wird es von Wanderzirkussen oder als Parkplatz benutzt.
- Nach dem Zweiten Weltkrieg gab es Überlegungen, diese zentral gelegene, große und damit wertvolle Fläche zu bebauen. Im Gespräch waren dafür zentrale Einrichtungen wie etwa der Regierungssitz oder das Parlament eines möglichen Nordstaats mit Hamburg als Hauptstadt. Hamburgs Senate unter den Bürgermeistern Brauer, Nevermann und Weichmann nahmen von solchen Plänen wiederholt Abstand.
- Im Jahre 1986 ereignete sich hier der Hamburger Kessel.

### 21. Jahrhundert
- Während der Fußball-Weltmeisterschaft 2006 fand auf dem Heiligengeistfeld das FIFA-WM-Fanfest Hamburg statt, an dem tageweise bis zu 105.000 Besucher (max. 70.000 während eines Spiels) gezählt wurden.
- Auch während der Fußball-Europameisterschaft 2008 wurde das Heiligengeistfeld für die Übertragung der Spiele genutzt. Das Projekt nannte sich „Heimspiel Hamburg“ und wurde von Kia Motors gesponsert. Bis zu 40.000 Menschen verfolgten täglich die Spiele.
- Ebenso fand anlässlich der Fußball-Weltmeisterschaft 2010 auf dem Heiligengeistfeld wieder eine so genannte Partymeile statt, nachdem Pläne des Hamburger Senats, diese Veranstaltung im Volksparkstadion durchzuführen, auf heftige Kritik stießen.[6]
- Während der Fußball-Europameisterschaft 2024 befand sich auf der Fläche die offizielle Fan Zone Hamburg, in der, unter anderem, auch ein Public Viewing stattfand.[7]
- Vom 28. Dezember 2010 bis zum 20. Februar 2011 wurde auf dem Hamburger Heiligengeistfeld das Musical Cats in einem extra errichteten Zelt mit 1.800 Plätzen aufgeführt.[8]

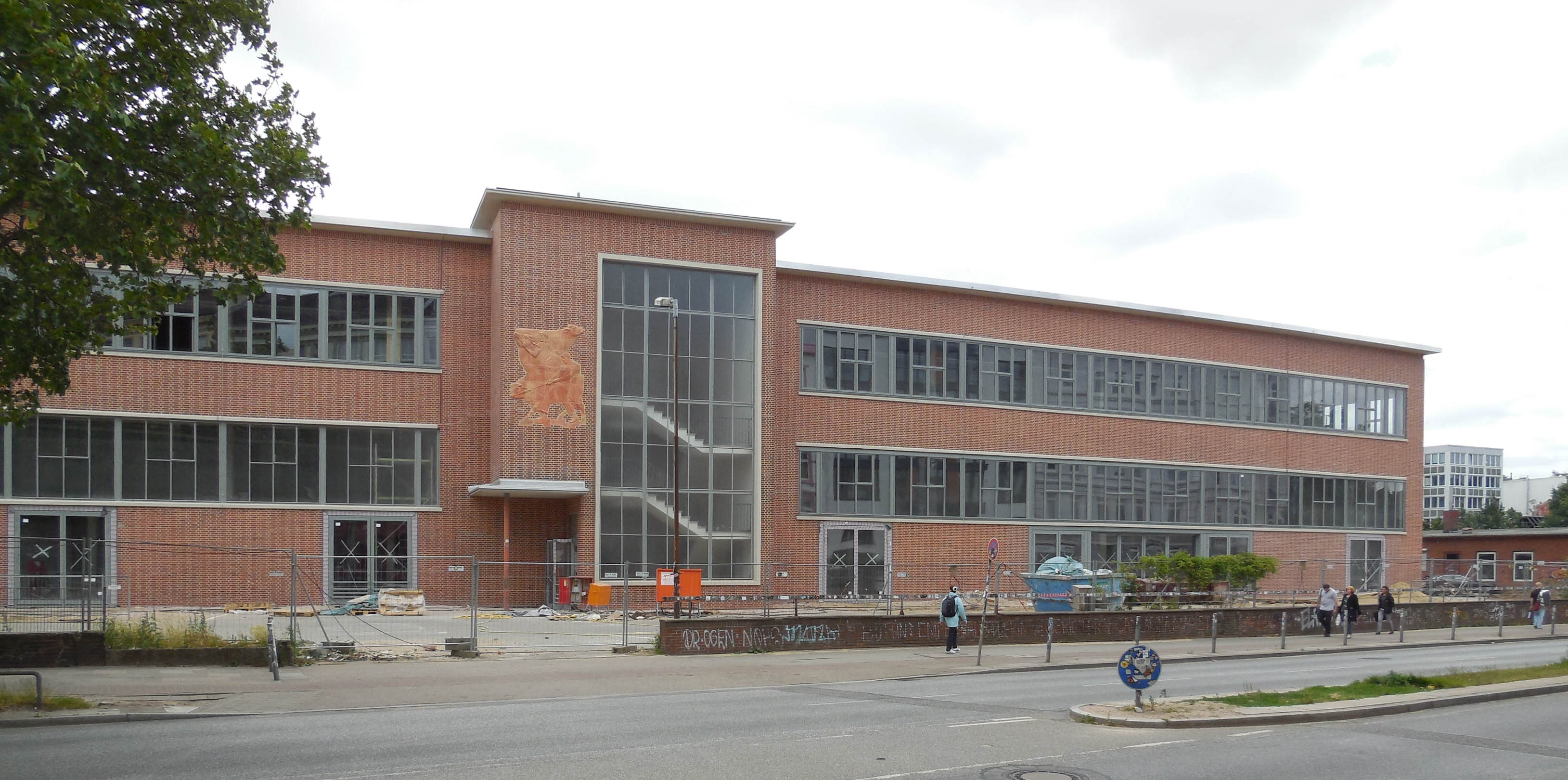
Rindermarkthalle Hamburg, Nordwest-Seite Juni

Die Rindermarkthalle St. Pauli in Hamburg wurde 1950/51 als Zentralviehmarkthalle an der Nordwestecke des Heiligengeistfelds errichtet. Das über einen Hektar große, vormals zum Schlachthof Hamburg gehörige Gebäude steht unter Denkmalschutz und wurde seit 2013 nach einer zwischenzeitlichen Nutzungsunterbrechung und dem Rückbau der teils maroden Einbauten für eine neue Einzelhandelsnutzung grundsaniert. Seit dem 18. September 2014 ist der knapp 15.000 Quadratmeter große Gebäudekomplex als „Hamburgs erster überdachter Wochenmarkt“ wieder geöffnet.

#### Flächen-Sanierung 2013–2017
In den Jahren 2013 bis 2017 erfolgte eine Grundsanierung, die in Abstimmungen mit der Hamburger Hochbahn, Energieversorgern, und Veranstaltungsmanagement in mehreren Teilmaßnahmen folgende Arbeiten umfasste:
- Erneuerung der Stromversorgung,
- Erneuerung der Siele und der Oberflächenentwässerung,
- Erstellung von Verkehrswegen und Veranstaltungsflächen,
- Kampfmittelräumung.[10]